# Intervento olandese a Bali (1906)
L’intervento olandese a Bali del 1906, o quinta spedizione olandese a Bali, fu una spedizione punitiva condotta dai Paesi Bassi contro i ribelli dei regni di Badung, Tabanan e Klungkung, in Indonesia. La campagna portò alla morte del re di Badung, delle sue mogli e dei suoi figli, oltre alla distruzione dei regni nativi di Badung e Tabanan e l'indebolimento del regno di Klungkung.

## Antefatto
Le forze coloniali dei Paesi Bassi avevano già conquistato la parte settentrionale di Bali dalla metà del XIX secolo, integrando i regni di Jembrana, Buleleng e Karangasem nelle Indie orientali olandesi, ma la parte meridionale composta dai territori dei regni di Tabanan, Badung e Klungkung riuscì a rimanere indipendente. Varie dispute ebbero luogo tra gli olandesi ed i regni meridionali nel corso degli anni, in particolare per la pratica (detta tawan karang) comune presso i balinesi di vantare diritti sui relitti trovati nelle loro acque, pratica che però era in netta contraddizione con le leggi internazionali della marina a cui si attenevano gli olandesi.
Il 27 maggio 1904, uno schooner cinese chiamato Sri Kumala si arenò presso Sanur e venne saccheggiato dai balinesi. Quando gli olandesi avanzarono richiesta di compensazione ai balinesi, il re di Badung rifiutò qualsiasi tipo di pagamento, supportato in tale pretesa dal re di Tabanan e dal re di Klungkung. Il sovrano di Tabanan aveva inoltre creato scontento tra gli olandesi approvando nel 1904 la pratica del suttee (un auto-sacrificio rituale dei parenti di un sovrano alla sua morte), malgrado gli olandesi avessero chiesto più volte di abbandonare tale pratica, giudicata barbarica dal governo occidentale.
Nel giugno del 1906, gli olandesi iniziarono così il blocco della costa meridionale, inviando diversi ultimatum.

## L'intervento armato
Il 14 settembre 1906, una potente forza olandese sbarcò nella parte settentrionale della spiaggia di anur. Questa era comandata dal maggiore generale Marinus Bernardus Rost van Tonningen. I soldati del regno di Badung tennero alcuni attacchi ai bivacchi degli olandesi presso Sanur il 15 settembre, e vi furono delle resistenze anche presso il villaggio di Intaran.

### Kesiman
Le forze olandesi riuscirono ad ogni modo a ripiegare verso l'entroterra senza particolari resistenze, giungendo sino alla città di Kesiman il 20 settembre 1906. Qui, il re locale, vassallo del sovrano di Badung, era già stato ucciso da un sacerdote locale dal momento che si era rifiutato di opporre resistenza armata agli olandesi, il palazzo era in fiamme e la città era deserta.

### Denpasar
Le forze olandesi marciarono quindi in direzione di Denpasar. Anche qui giunsero nei pressi del locale palazzo reale, notando del fumo che si alzava da un puri e il suono di alcuni tamburi dall'interno delle mura del palazzo.
I soldati, in segreto, osservarono all'interno del palazzo una processione silenziosa con in testa il raja portato su una portantina da quattro uomini. Il raja era vestito con le sue vesti cerimoniali tradizionali, indossava magnifici gioielli e portava il suo kriss cerimoniale. Gli altri presenti alla processione erano ufficiali di corte, guarnie, sacerdoti, le mogli del sovrano coi loro figli e parenti, tutti in grande uniforme. Questi vennero tutti benedetti dal sovrano col suo scettro.

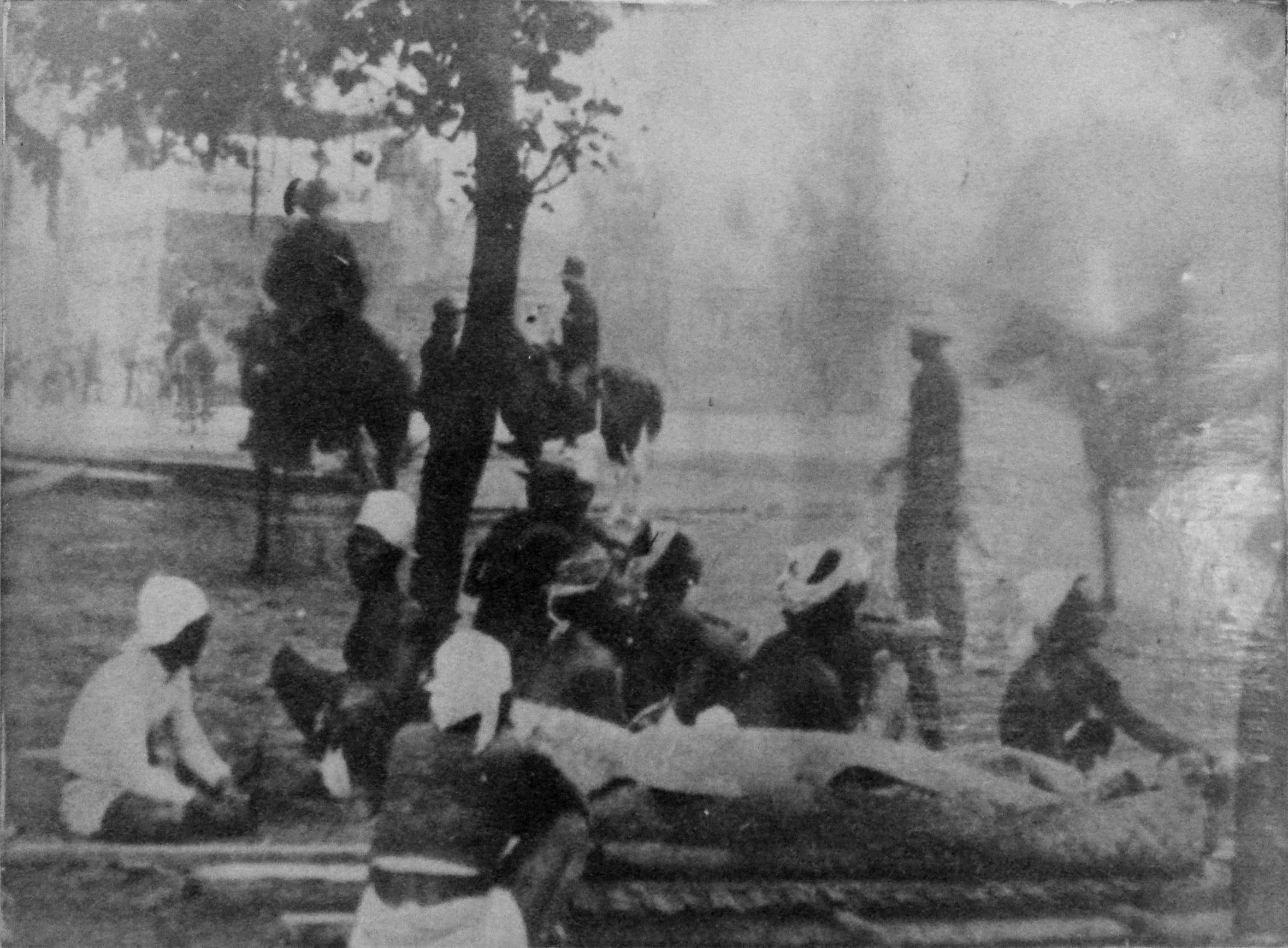
La preparazione del corpo del raja.

Quando la processione era a un centinaio di passi dalle forze olandesi, si fermò ed il raja scese dal suo palanchino facendo segno ad un sacerdote che gli piantò un coltello nel petto. Il resto della processione iniziò quindi a pugnalarsi a vicenda nel rito noto col nome di Puputan. Pare che i morti in tutto furono circa un migliaio. Secondo un altro resoconto, però, gli olandesi aprirono effettivamente il fuoco contro la processione e che solo i rimanenti commisero il puputan per sfuggire alla cattura da parte dei nemici.
I soldati olandesi saccheggiarono i cadaveri dei balinesi di tutti i preziosi che avevano indosso e saccheggiarono le rovine del palazzo in fiamme. Il palazzo di Denpasar venne raso infine al suolo.
In quello stesso pomeriggio, eventi simili si verificarono anche nei pressi del vicino palazzo di Pemecutan, dove risiedeva il coreggente Gusti Gede Ngurah. Gli olandesi lasciarono che i membri della nobiltà si uccidessero gli uni con gli altri e poi razziarono l'area ed i loro corpi.

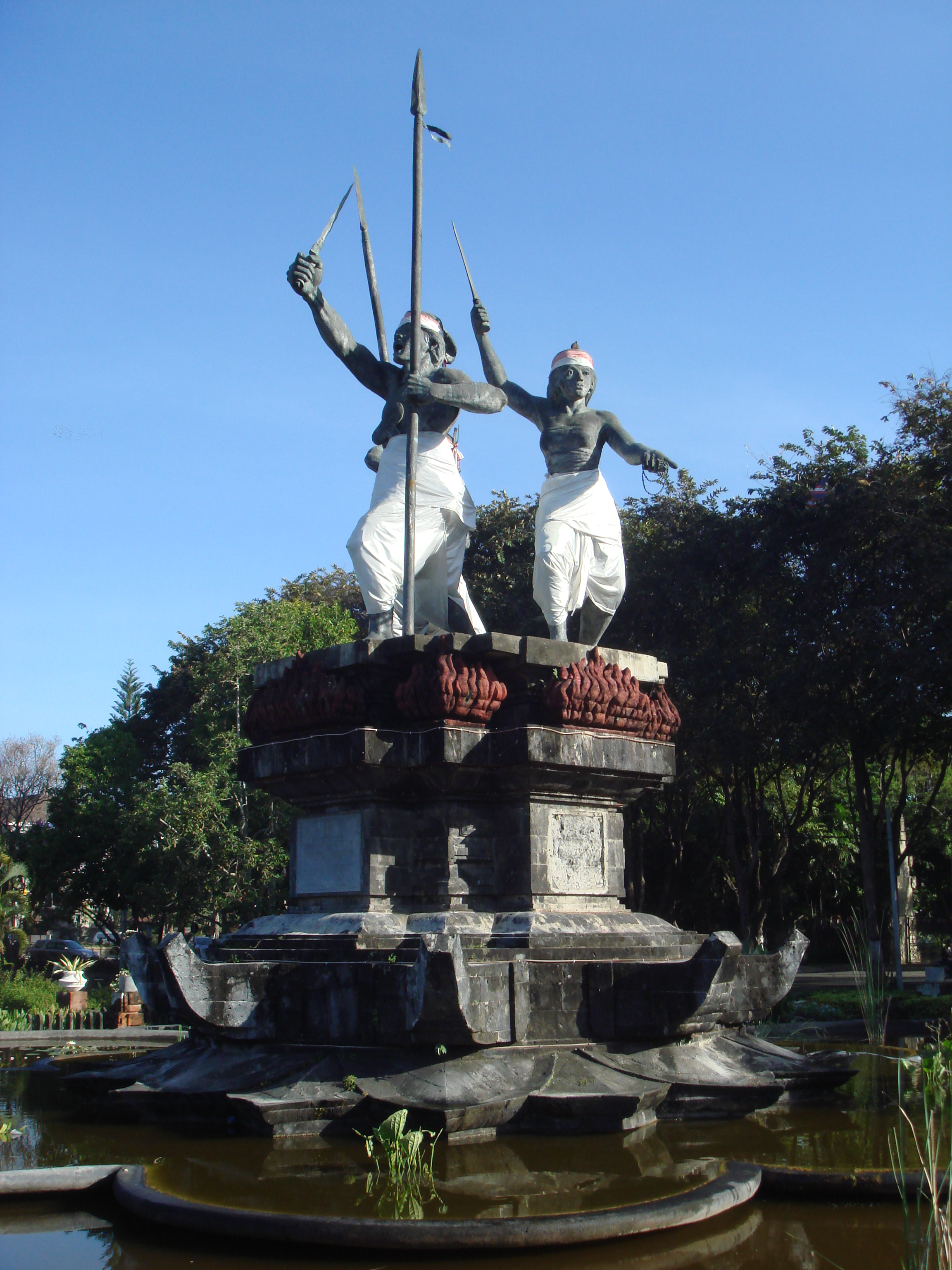
Monumento al puputan del 1906, presso Taman Puputan, Denpasar, Bali.

Il massacro è ricordato oggi da un monumento celebrativo che vuole glorificare il puputan come esempio di resistenza alle aggressioni straniere. Un grande monumento di bronzo si trova al centro della piazza di Denpasar, nel luogo dove sorgeva il palazzo reale.

### Tabanan
Gli olandesi continuarono la loro marcia verso il regno di Tabanan, dove il re Gusti Ngurah Agung e suo figlio fuggirono, arrendendosi poi agli olandesi e tentando di negoziare con loro per sottomettersi a questi mantenendo formalmente il loro trono.
Gli olandesi, per tutta risposta, offrirono loro l'unica via dell'esilio nella vicine isole di Madura o Lombok, e questi decisero a quel punto di uccidersi ritualmente (col puputan) in prigione due giorni dopo.
Il loro palazzo venne razziato dagli olandesi.

### Klungkung

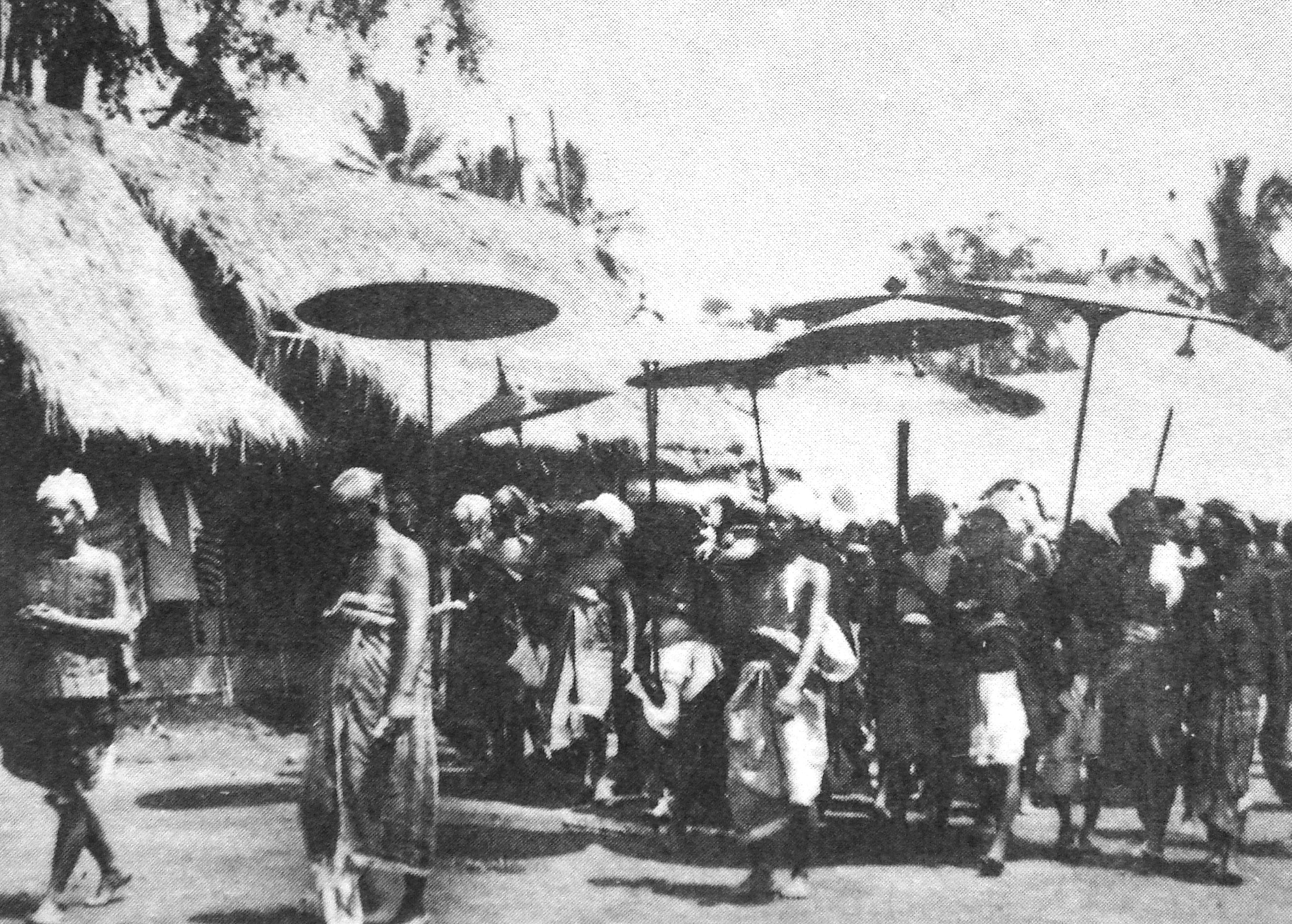
Dewa Agung di Klungkung, re nominale dell'intera Bali, giunge a Gianyar per negoziare con gli olandesi.

Gli olandesi si spostarono verso Klungkung e considerarono di attaccare anche re Dewa Agung, il re nominale dell'intera Bali, ma questi a sorpresa chiese un confronto con gli olandesi. Egli si offrì di siglare un documento nel quale avrebbe concesso la distruzione di tutte le sue fortificazioni, avrebbe consegnato tutte le armi da fuoco del suo esercito ed avrebbe rinunciato a tutte le tasse dell'area in cambio della pace.

## Conseguenze
In breve tempo, l'invasione olandese di Bali del 1906, con quella successiva del 1908, portarono l'intera isola sotto il controllo olandese.
L'invasione degli olandesi ad ogni modo fece scalpore in patria e nel mondo occidentale per lo spirito sanguinoso con cui era stata condotta dalle truppe coloniali. L'immagine dei Paesi Bassi come potenza coloniale benevolente e responsabile nei confronti dei nativi ne venne duramente colpita.
I Paesi Bassi, vennero criticati anche per la loro politica amministrativa a Giava, Sumatra e nelle isole orientali, e questo portò alla necessità di rivedere la loro politica etica nelle colonie. A Bali venne quindi promossa la riscoperta della cultura locale, non solo modernizzando, ma anche proteggendo il patrimonio culturale esistente. Dal 1914, Bali venne aperta al turismo internazionale.

## Nei media
Nel racconto storico Amore e morte a Bali di Vicki Baum del 1937, si fa riferimento proprio agli eventi di una famiglia durante l'invasione olandese del 1906. Il libro venne scritto dall'autrice dopo una sua visita a Bali nel 1935, viaggio nel quale conobbe e divenne grande amica di Walter Spies, un pittore tedesco che da anni viveva sull'isola e che fu in grado di fornirle diverse informazioni su questi eventi.